# Theißen
Theißen ist ein Ortsteil der Stadt Zeitz im Burgenlandkreis in Sachsen-Anhalt (Deutschland).

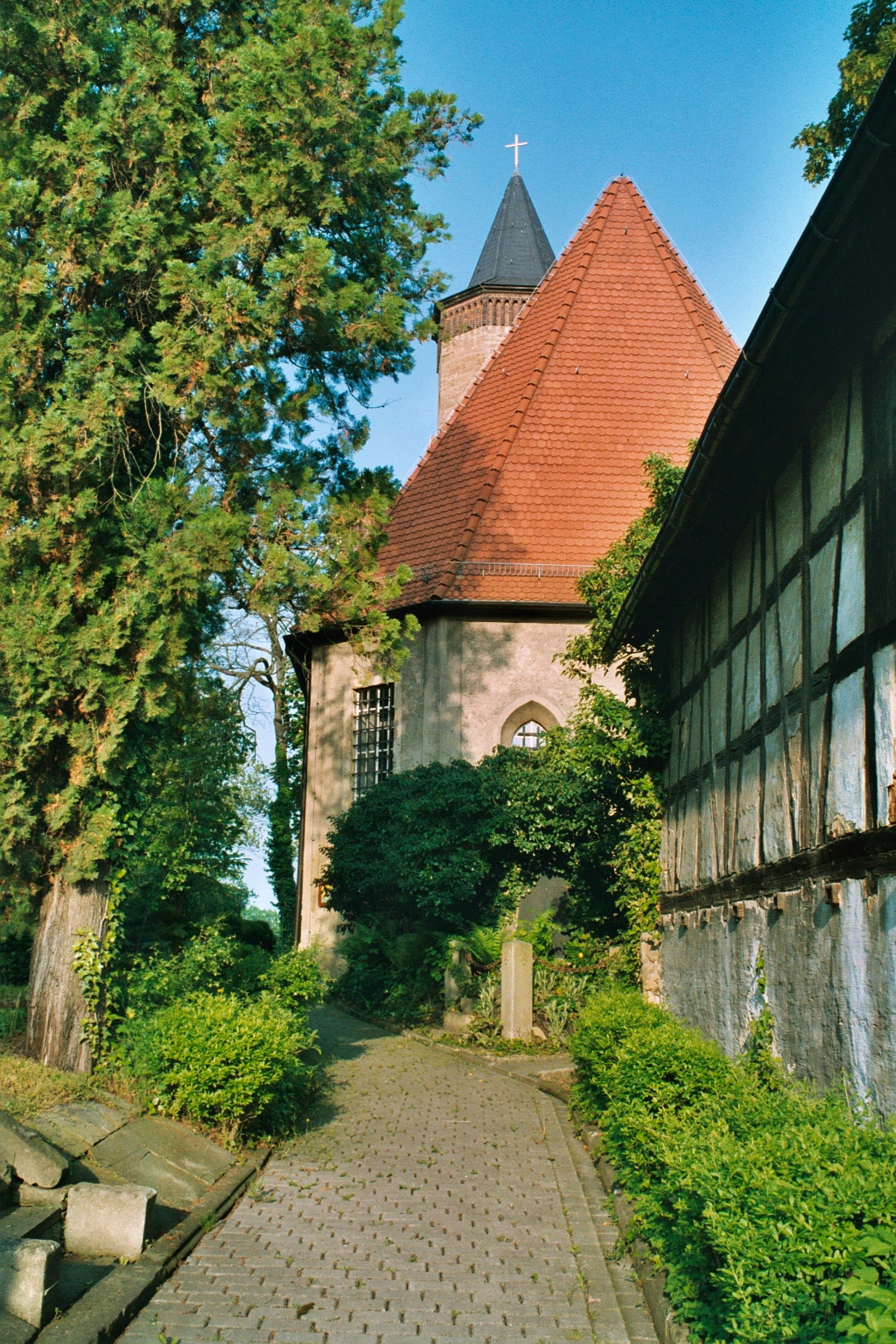
Dorfkirche

## Geografie
Theißen befindet sich unmittelbar nördlich des Mittelzentrums und Verwaltungssitzes Zeitz. Großstädte in der näheren Umgebung sind Gera, Leipzig und Halle.
Der Ort liegt am Rande der Leipziger Tieflandsbucht und hat größere Höhenunterschiede auf seinem Gebiet zu vermerken. Der Marktplatz (Platz der Einheit) befindet sich etwa 167 Meter über NN und ist damit der am tiefsten gelegene Punkt auf der Gemarkung.
Einziges natürliches Gewässer ist der Maibach, der durch den Ort fließt und einige Kilometer weiter östlich in die Weiße Elster mündet. Der Bach wurde jedoch bereits 1914 zum größten Teil verrohrt.
Durch den Braunkohleabbau verbliebene Tagebaurestlöcher bilden heute kleine Seen in der unmittelbaren Umgebung, die jedoch zum Teil aufgrund der Einsturzgefährdung für den Zugang gesperrt sind.

## Geschichte
Theißen wurde vermutlich 1153 zum ersten Mal urkundlich erwähnt und war bis etwa 1830 ein landwirtschaftlich geprägtes Dorf. Ab diesem Zeitpunkt begann der Braunkohlebergbau die gesamte Region nördlich von Zeitz wirtschaftlich und landschaftlich zu verändern. Mit der rasch einsetzenden Industrialisierung erhielt die im Süden der preußischen Provinz Sachsen gelegene Gemeinde Anschluss an die Eisenbahnstrecke Zeitz–Weißenfels (1859).
In der Zeit der deutschen Hochinflation unternahmen 1923 10.000 Bergarbeiter einen Hungermarsch von Theißen nach Zeitz, bei dem elf Protestierende erschossen wurden. Ein Denkmal zu Ehren der Getöteten steht bis heute am Platz der Einheit. 1926 wurde das Braunkohlekraftwerk der A. Riebeck’sche Montanwerke AG in Betrieb genommen. Im Jahr 1928 erfolgte die Zwangseingemeindung des bis dahin unabhängigen Dorfs Reußen.
Zum Ende des Zweiten Weltkriegs marschierten am 12. April 1945 amerikanische Truppen ein. Mit dem Ende der amerikanischen Besetzung wurde Theißen gemäß den Beschlüssen der Potsdamer Konferenz Bestandteil der Sowjetischen Besatzungszone und damit später der DDR.
Seit der deutschen Wiedervereinigung 1990 gehört der Ort zum Bundesland Sachsen-Anhalt. In den Folgejahren konnten in Verbindung mit wichtigen Gewerbeansiedlungen zahlreiche Straßenzüge saniert werden. Ende der 1990er Jahre entstand das Wohnungsbaugebiet „Am Sandberg“.
Im Rahmen der Gebietsreform in Sachsen-Anhalt stand bereits 2003 eine Eingemeindung in die Stadt Zeitz zur Debatte. Nachdem der entsprechende Vertrag bereits ausgearbeitet worden war, votierte schließlich in einer Bürgerbefragung dennoch die Mehrheit der Wähler dagegen. Die Mehrheit des Gemeinderats schloss sich diesem Ergebnis an.
Von 2005 bis 2009 gehörte Theißen der Verwaltungsgemeinschaft Zeitzer Land an.
Die Gemeinde Theißen wurde zum 1. Januar 2010 in die Stadt Zeitz eingegliedert und hat seit dem 26. Juli 2010 die neue Postleitzahl 06711.

## Religion

### Evangelisch-lutherische Kirche
Durch die Reformation wurde Theißen, das damals zum Archidiakonat Zeitz im Bistum Naumburg gehörte, um 1540 protestantisch.
Die Kirche in Theißen und ihre Kirchengemeinde gehören zum Kirchenkreis Naumburg-Zeitz der Evangelischen Kirche in Mitteldeutschland.

### Römisch-katholische Herz-Jesu-Kapelle

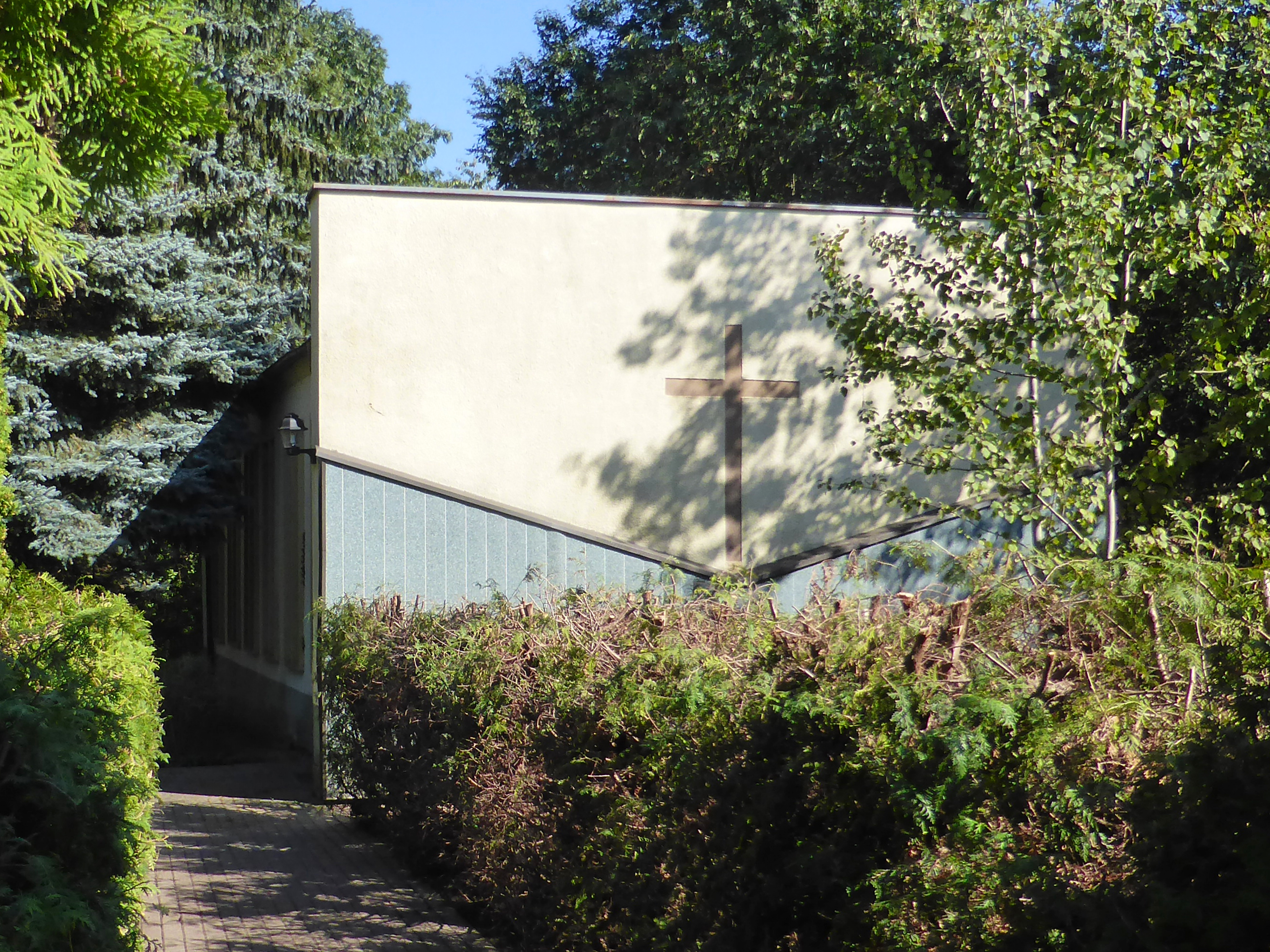
Ehemalige Herz-Jesu-Kapelle

Im Zeitz-Weißenfelser Braunkohlerevier zog der 1864 bei Theißen und Reußen begonnene Braunkohlebergbau wieder Katholiken in dieses Gebiet. Sie gehörten zunächst zur römisch-katholischen Missionspfarrei Zeitz. 1906 wurde der Seminarpriester Franz Wienhold zum Filialvikarieverweser von Luckenau ernannt, und Luckenau wurde Sitz einer Filialvikarie der Missionspfarrei Zeitz. Da er in Luckenau keine Wohnung fand, wohnte er in Zeitz.
Missionspfarrer Heinrich Schrepping aus Zeitz erbaute 1907 in Reußen ein Missionshaus, dadurch wurde die Filialvikarie Luckenau nach Reußen transformiert. 1910 wurde dann die Filialvikarie Luckenau in Reußen umbenannt. Als 1928 die Eingemeindung des Dorfes Reußen nach Theißen erfolgte, wurde auch die Bezeichnung der katholischen Filialgemeinde von Reußen in Theißen-Reußen geändert. In Reußen kam es zum Bau einer Kapelle, die nach dem Heiligsten Herz Jesu benannt wurde. Vermutlich wurde sie am 18. Dezember 1938 geweiht.
2010 wurde die heutige Pfarrei St. Peter und Paul mit Sitz in Zeitz gegründet, in der die bisherige Pfarrvikarie Theißen aufging. Da die Zahl der Katholiken im Einzugsgebiet der Herz-Jesu-Kapelle gering geworden war, erfolgte per Dekret vom 22. Mai 2019 die Profanierung der Kapelle. Am 1. Juni 2019 fand in der Kapelle der letzte Gottesdienst statt. Die Kapelle stand an der Reußener Straße, nur rund 30 Meter vom Maibach entfernt. Die nächstliegende katholische Kirche ist heute der Zeitzer Dom.

## Politik

### Bürgermeister
Der Ortsbürgermeister der Gemeinde Theißen ist Thomas Ham.

### Wappen
| | Blasonierung: „In Rot... .“ |
| Wappenbegründung: Der grüne Eibenzweig mit den roten Früchten geht auf die Deutung des slawischen Namens Theißen für Eibe ein. Der Aufbau und die Entwicklung des Ortes sind symbolisch dargestellt durch die gezinnte Mauer, die mit dem Bergmannszeichen Hammer und Schlägel gekrönt ist. Mit dem Abbau der Braunkohle begann der Aufstieg und Wohlstand des Dorfes. Das Wappen wurde vom Heraldiker Carl Busch aus Berlin gestaltet und 24. August 1936 durch den Oberpräsidenten der Provinz Sachsen verliehen. |                             |

## Grab- und Gedenkstätten
- Grabstätten auf dem Neuen Friedhof für zehn Polen, die während des Zweiten Weltkrieges nach Deutschland verschleppt und Opfer von Zwangsarbeit wurden
- Gedenkstein in der Ortsmitte für die Opfer von Krieg und Gewaltherrschaft (ehemals Gedenkstein zur Erinnerung an den KPD-Vorsitzenden Ernst Thälmann, der 1944 im KZ Buchenwald ermordet wurde)
- Friedhof: hier befindet sich die Grabstätte der Gefallenen der RAD-Flak-Batterie bei Theißen.[7]

## Kultur und Sehenswürdigkeiten

### Museen
- In der Heimatstube (Schulstraße 9) wird über die Geschichte des Dorfes und vor allem über die Entwicklung der Braunkohlengewinnung und -veredlung berichtet. Das ehemals gegenüber der Heimatstube befindliche Museum des Feuerwehrvereins Theißen 1888 e. V. ist im Mai 2021 in die Baracke auf dem ehemaligen Schulgelände im Kurzen Weg umgezogen und zeigt dort in mehreren Ausstellungsräumen Interessantes zur Geschichte und zur Ausrüstung der am 6. Juli 1888 gegründeten Freiwilligen Feuerwehr Theißen.

### Bauwerke
Die Kirche besitzt eine Trampeli-Orgel aus den Jahren 1806/07 und hat eine der wenigen in Deutschland vorhandenen Theophilusglocken.

## Wirtschaft und Infrastruktur

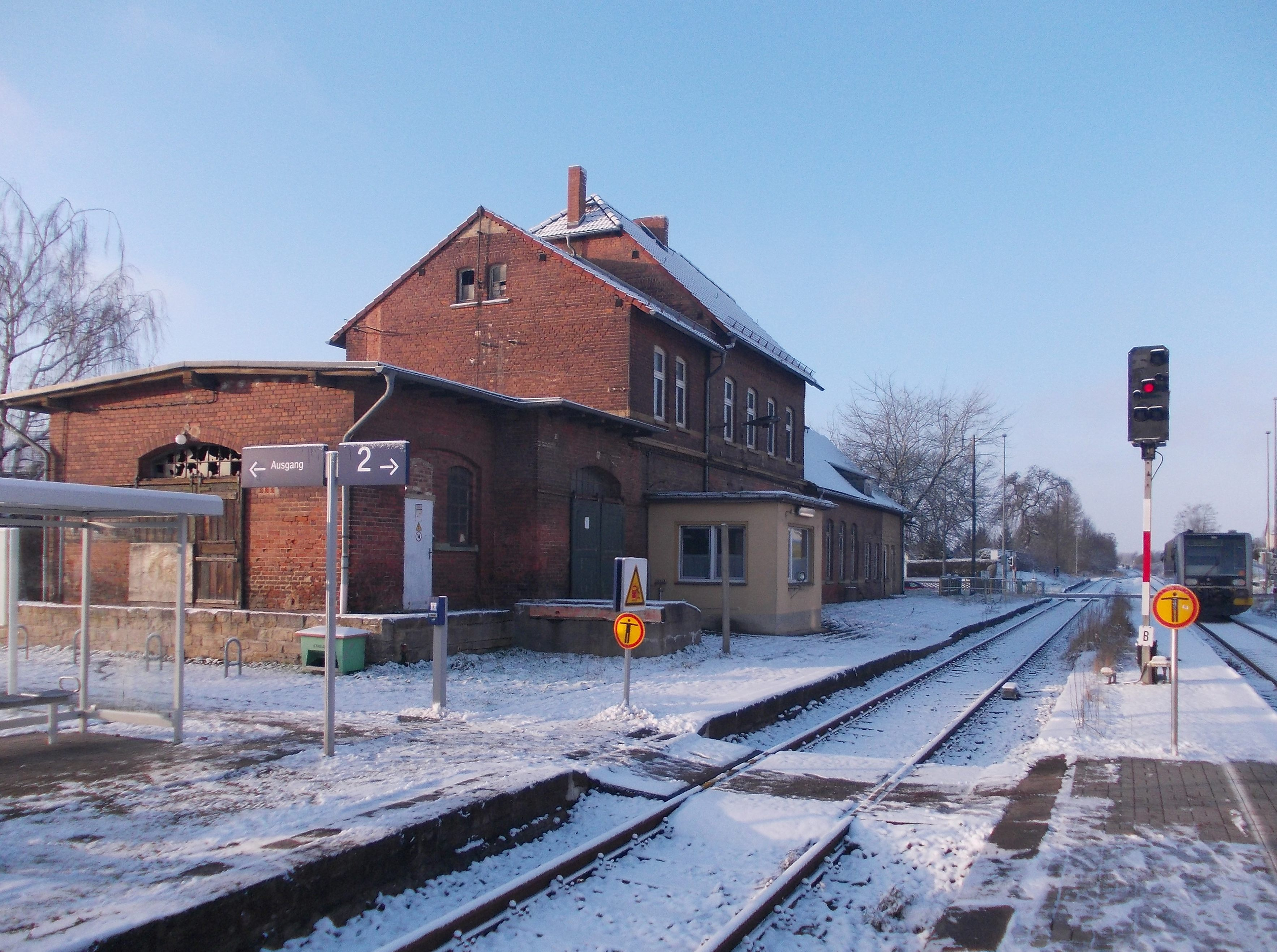
Bahnhof

Bedeutendstes Unternehmen, mit Hauptsitz am Ort, ist die Mitteldeutsche Braunkohlengesellschaft (MIBRAG) mit insgesamt etwa 2.000 Beschäftigten.
1993 errichtete die Globus Handelshof AG ein SB-Warenhaus. Dies ist der zweitgrößte Arbeitgeber nach der MIBRAG, daneben existieren zahlreiche mittelständische Unternehmen.
Gegenüber dem Gewerbegebiet Globus wurde Ende der 1990er Jahre ein weiteres Gewerbegebiet (Radeland) geplant, jedoch bisher nicht realisiert.

### Verkehr
Die Bundesstraße 91, führt seit deren Verkehrsfreigabe am 23. Dezember 2019 östlich am Ort vorbei. Zur Anschlussstelle Weißenfels der Bundesautobahn 9 (München – Berlin) sind es etwa 13 km, die Anschlussstelle Gera der Bundesautobahn 4 (Eisenach – Dresden – Görlitz) ist etwa 25 km entfernt.
Am Bahnhof Theißen der Bahnstrecke Weißenfels–Zeitz halten stündlich Regionalbahnen von DB Regio Südost. Bis 2010 wurden von der Burgenlandbahn zweistündlich umsteigefreie Verbindungen nach Naumburg über die Bahnstrecke Naumburg–Teuchern angeboten. Die nächsten Fernbahnhöfe sind Weißenfels (IC/ICE), Naumburg (Saale) Hbf (IC/ICE) und Leipzig Hbf (IC/ICE).

## Persönlichkeiten
- Horst Vogel (* 1931 in Theißen), Generalmajor des Ministeriums für Staatssicherheit (MfS)